# Gmina Rozdrażew
Die Gmina Rozdrażew ist eine Landgemeinde im Powiat Krotoszyński der Woiwodschaft Großpolen in Polen. Ihr Sitz ist das gleichnamige Dorf (deutsch Rozdrazewo, 1939–1943 Albertshof, 1943–1945 Brigidau) mit etwa 1800 Einwohnern.

## Gliederung
Zur Landgemeinde Rozdrażew gehören 13 Dörfer (deutsche Namen bis 1945) mit einem Schulzenamt.
| - Budy - Chwałki - Dąbrowa (Dombrowo, 1943–1945 Krotteichen) - Dzielice (Dzielice, 1943–1945 Herrenberg (Kr. Krotoschin)) - Grębów - Henryków (Heinrichsfeld, 1943–1945 Heinrichsfeld (Kr. Krotoschin)) | - Maciejew (Maciejewo, 1943–1945 Rübenfeld) - Nowa Wieś (Neudorf, 1943–1945 Budenneudorf) - Rozdrażew (Rozdrazewo, 1939–1943 Albertshof, 1943–1945 Brigidau) - Trzemeszno (Trzemeszno, 1943–1945 Tremsen) - Wolenice (Wolenice, 1943–1945 Wollnitz) - Wyki (Wykow, 1943–1945 Tripshuben) |

Weitere Ortschaften der Gemeinde sind Dębowiec und Wygoda.

## Verkehr
Der Hauptort hatte einen Bahnhof an der Kreisbahn Krotoschin–Pleschen. Das Dorf Wolenice liegt an der Bahnstrecke Oleśnica–Chojnice.